# 잭 리드 (로드아일랜드 정치인)
존 프랜시스 리드(John Francis Reed, 1949년 11월 12일 ~ )는 미국의 정치인이다.

## 학력
- 미국 육군사관학교 이학사
- 하버드 대학교 공공 정책 석사
- 하버드 대학교 법무박사

## 경력
- 1985.01 ~ 1991.01 제105·106·107대 로드아일랜드 제12선거구 상원의원
- 1991.01 ~ 1997.01 제101·102·103·104대 미국 로드아일랜드주 제2선거구 연방하원의원
- 1997.01 ~ 제105~대 미국 로드아일랜드주 연방상원의원
- 2015.02 ~ 2021.02 미국 상원 국방위원회 간사
- 2021.02 ~ 2025.01 미국 상원 국방위원회 위원장
- 2025.01 ~ 미국 상원 국방위원회 간사

## 역대 선거 결과
| 선거명      | 직책명                            | 대수  | 정당   | 득표율 | 득표수    | 결과 | 당락                         |
| ----------- | --------------------------------- | ----- | ------ | ------ | --------- | ---- | ---------------------------- |
| 1984년 선거 | 상원의원 (로드아일랜드 제12부)    | 105대 | 민주당 | 0%     | 표        | 1위  | 로드아일랜드 주의원 당선     |
| 1986년 선거 | 상원의원 (로드아일랜드 제12부)    | 106대 | 민주당 | 0%     | 표        | 1위  | 로드아일랜드 주의원 당선     |
| 1988년 선거 | 상원의원 (로드아일랜드 제12부)    | 107대 | 민주당 | 0%     | 표        | 1위  | 로드아일랜드 주의원 당선     |
| 1990년 선거 | 하원의원 (로드아일랜드 제2선거구) | 102대 | 민주당 | 59.21% | 108,818표 | 1위  | 로드아일랜드주 하원의원 당선 |
| 1992년 선거 | 하원의원 (로드아일랜드 제2선거구) | 103대 | 민주당 | 70.67% | 144,450표 | 1위  | 로드아일랜드주 하원의원 당선 |
| 1994년 선거 | 하원의원 (로드아일랜드 제2선거구) | 104대 | 민주당 | 67.99% | 119,659표 | 1위  | 로드아일랜드주 하원의원 당선 |
| 1996년 선거 | 상원의원 (로드아일랜드 제2부)     | 105대 | 민주당 | 63.48% | 230,676표 | 1위  | 로드아일랜드주 상원의원 당선 |
| 2002년 선거 | 상원의원 (로드아일랜드 제2부)     | 108대 | 민주당 | 78.42% | 253,922표 | 1위  | 로드아일랜드주 상원의원 당선 |
| 2008년 선거 | 상원의원 (로드아일랜드 제2부)     | 111대 | 민주당 | 73.05% | 303,793표 | 1위  | 로드아일랜드주 상원의원 당선 |
| 2014년 선거 | 상원의원 (로드아일랜드 제2부)     | 114대 | 민주당 | 70.58% | 223,675표 | 1위  | 로드아일랜드주 상원의원 당선 |
| 2020년 선거 | 상원의원 (로드아일랜드 제2부)     | 117대 | 민주당 | 66.48% | 328,574표 | 1위  | 로드아일랜드주 상원의원 당선 |

## 참고 자료
- 위키미디어 공용에 잭 리드 관련 미디어 분류가 있습니다.